# Mordvinská vlajka

Mordvinská vlajka
Poměr stran 2:3

Vlajka Mordvinska, jedné z autonomních republik Ruské federace, je tvořena listem o poměru stran 2:3 se třemi vodorovnými pruhy: červeným, bílým a modrým, o poměru šířek 1:2:1. Ve středu bílého pruhu je tmavě červený, osmicípý sluneční znak, tvořený čtyřmi segmenty. Výška i šířka znaku jsou rovny 3/8 šířky vlajky.
Počet segmentů symbolizuje národnosti obývající Mordvinsko (erzja, mokša, karatai a terjucham). Podobný sluneční znak je užit např. na udmurtské vlajce, vlajce také jedné z republik Ruské federace.

## Historie

Vlajka Mordvinské ASSR (1934–1937) Poměr stran: 1:2
Vlajka Mordvinské ASSR (1937–1954) Poměr stran: 1:2
Vlajka Mordvinské ASSR (1954–1990) Poměr stran: 1:2
Vlajka Mordvinské SSR (1990–1995) Poměr stran: 1:2

7. prosince 1990 vyhlásila Mordvinská ASSR svrchovanost a název se změnil na Mordvinská SSR, symboly z roku 1981 nebyly změněny.
31. srpna 1991přijala Nejvyšší rada Mordvinské SSR usnesení o přípravě nových symbolů republiky. 5. února 1992 rozhodlo prezidium Nejvyšší rady o vyhlášení soutěže, do které bylo přijato přes 100 návrhů vlajek. 25. ledna 1994 byl název republiky změněn na Republika Mordvinsko. 30. března 1995 schválil předseda Národního shromáždění Nikolaj Ivanovič Merkuškin ústavní zákon č. 98-1 o státní vlajce,která byla nevexilologicky popsána v článku č. 2. Jednalo se o současnou vlajku, avšak o poměru stran 1:2. Autorem vlajky byl expert vládního Výboru pro národnostní otázky Andrej Stěpanovič Aljoškin.

Mordvinská vlajka (1995–2008) Poměr stran: 1:2

20. května 2008 přijal poslanci republikového parlamentu zákon „O státní vlajce Republiky Mordvinsko”, kterým upravili vlajku, v souladu s doporučením Heraldické rady prezidenta Ruské federace. Byl změněn poměr stran vlajky z 1:2 na 2:3 a v zákoně byly nově uvedeny rozměry slunečního znaku: výška i šířka jsou 3/8 šířky vlajky.

## Etnické vlajky
Mordvinské národy erzja a mokša užívají neoficiálně tzv. etnickou vlajku:

Erzja
Mokša

## Vlajky mordvinských rajónů a okruhu
Mordvinsko se člení na jeden městský okruh (hlavní město Saransk) a 22 rajónů. Zřejmě ne všechny rajóny užívají vlastní vlajku.
Městský okruh

Saransk (červený) Poměr stran: 2:3

Rajóny

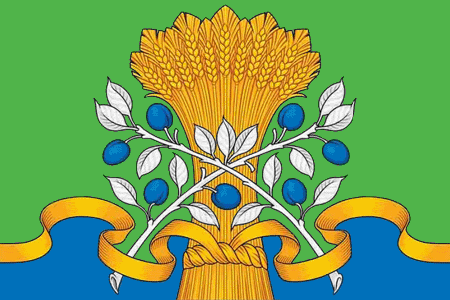
Krasnoslobodský rajón (14) Poměr stran: 2:3
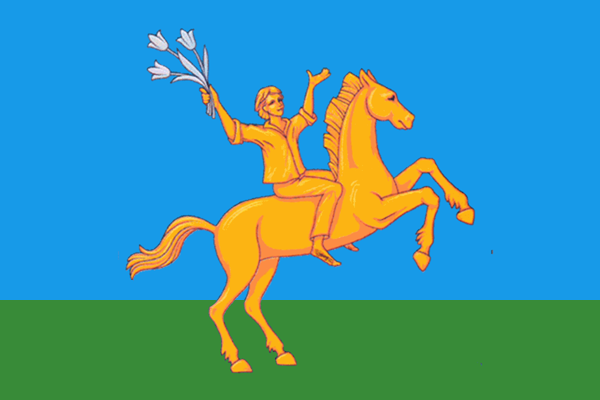
Ljambirský rajón (15) Poměr stran: 2:3